# Dewey-Denkmal

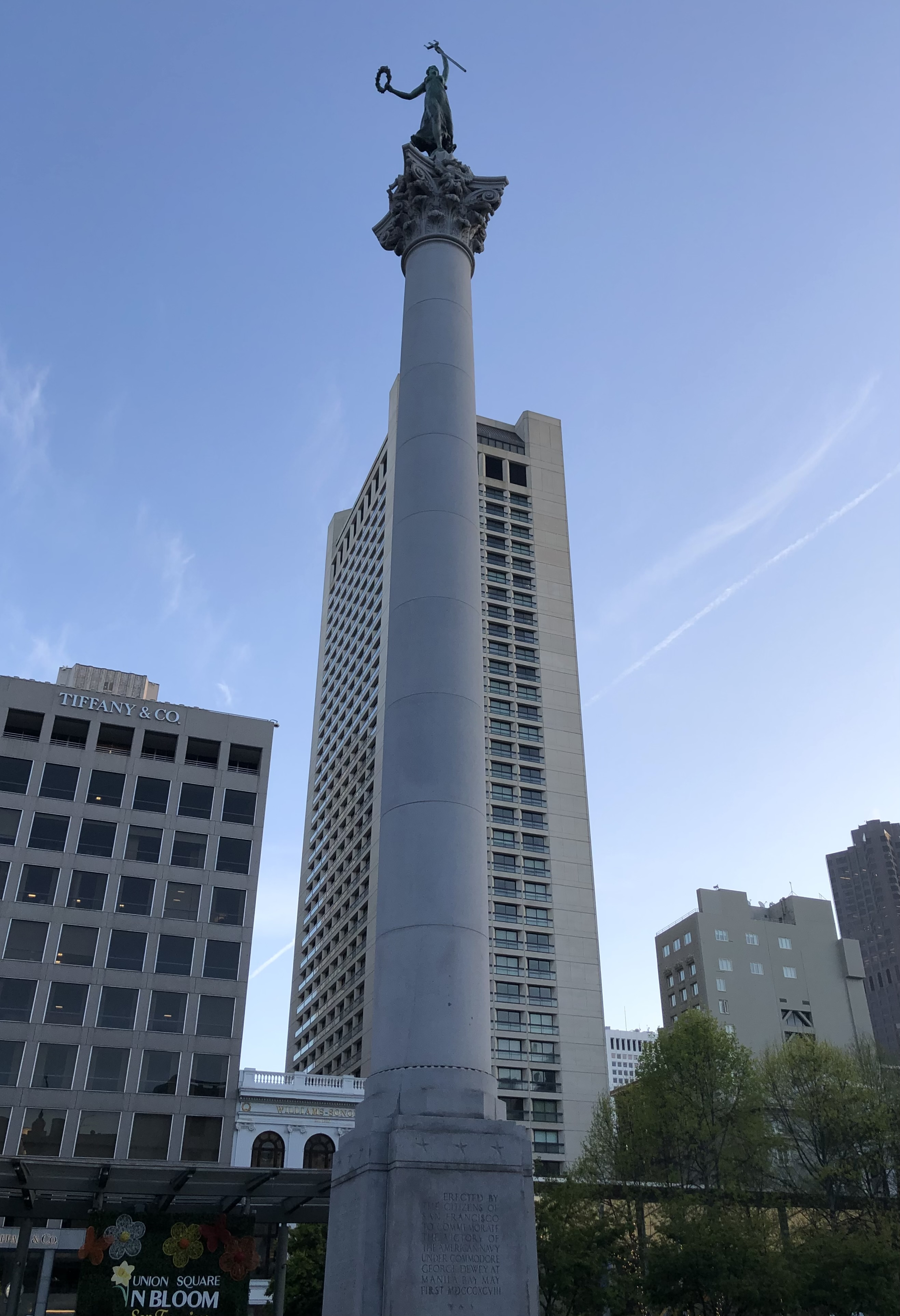
Dewey-Denkmal, 2023

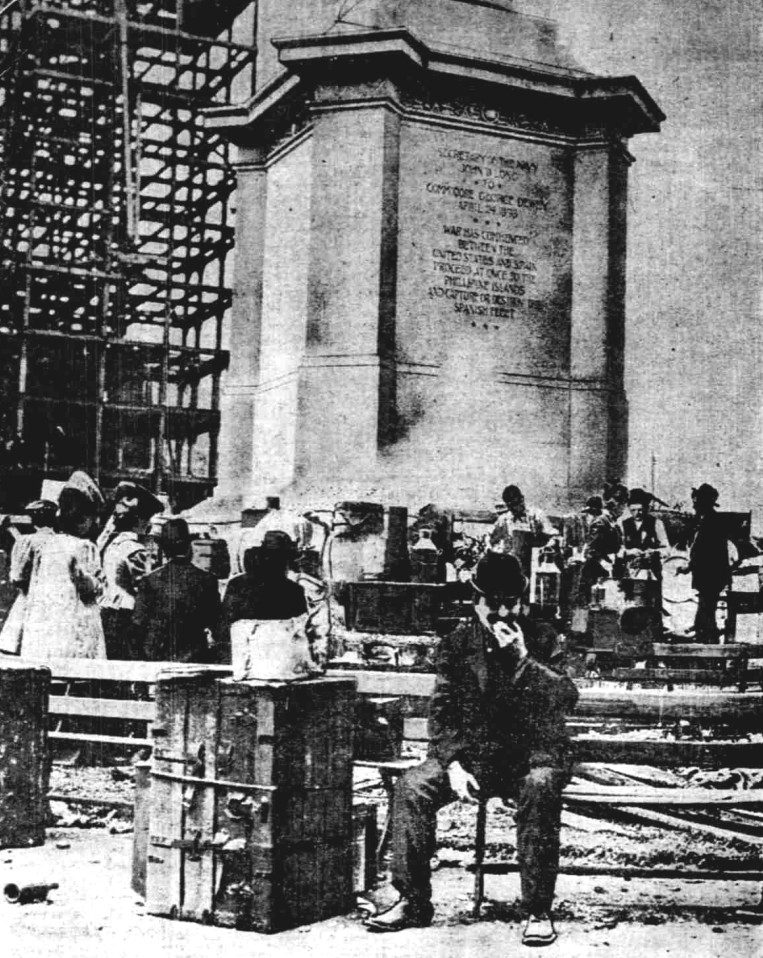
Nach dem Erdbeben 1906

Das Dewey-Denkmal (englisch Dewey Monument) ist ein Denkmal für den US-amerikanischen Sieg in der Schlacht in der Bucht von Manila unter dem Befehl von George Dewey in San Francisco, Kalifornien.

## Lage
Das Denkmal steht zentral auf dem Union Square in San Francisco.

## Gestaltung und Geschichte
Errichtet wurde das hoch aufragende Denkmal im Jahr 1903. Neben dem militärischen Sieg in der Bucht von Manila im Jahr 1898 erinnert das Denkmal auch an den 1901 bei einem Attentat umgekommenen Präsidenten William McKinley.
Entworfen wurde das Denkmal vom Bildhauer Robert Aitken und dem Architekten Newton Tharp. Es besteht aus einer etwa 24 Meter hohen, aus Granit gefertigten Säule, auf deren Spitze ein ungefähr fünf Meter hoher Aufsatz sitzt. Sie ist mit der Figur Winged Victory (deutsch Geflügelter Sieg) bekrönt, für die die lokale Erbin Alma de Bretteville Spreckels als Modell gedient haben soll. In einer Hand trägt sie einen Dreizack als Symbol Poseidons und des errungenen Seesiegs, in der anderen Hand, ebenfalls als Siegessymbol, einen Lorbeerkranz. Nach anderen Angaben soll der Kranz für den ermordeten Präsidenten McKinley stehen.
Enthüllt wurde das Denkmal am 13. Mai 1903 von Präsident Theodore Roosevelt. Beim Erdbeben von San Francisco 1906 blieb das Denkmal trotz seiner schlanken, hohen Bauweise erhalten.
2012 wurde mittels der temporären kriegskritischen Kunstaktion Bitter Melon das Denkmal neu interpretiert.

## Inschriften
Auf dem Sockel des Denkmals befinden sich mehrere englischsprachige Inschriften, die den geschichtlichen Hintergrund des Denkmals erläutern:
(deutsch: Amerikanisches Geschwader in der Bucht von Manila: Olympia (Flaggschiff), Baltimore, Raleigh, Boston, Concord, Petrel, McColloch. Am 14. Mai 1903 wurde dieses Denkmal von Präsident Theodore Roosevelt eingeweiht.)
(deutsch: Marineminister John D. Long an Kommodore George Dewey, 24. April 1898: „Zwischen den Vereinigten Staaten und Spanien hat ein Krieg begonnen.“ Begeben Sie sich sofort zu den Philippinen und erobern oder zerstören Sie die spanische Flotte.)
(deutsch: In der Nacht des 30. April 1898 drang das Geschwader von Commodore Dewey in die Bucht von Manila ein und erreichte, unbeeindruckt von der Gefahr von Seeminen, Manila im Morgengrauen des 1. Mai 1898. Die spanische Flotte aus zehn Kriegsschiffen wurde angegriffen und zerstört. Er hielt die Stadt bis zum Eintreffen amerikanischer Truppen unter Kontrolle.)
(deutsch: Von den Bürgern San Franciscos zum Gedenken an den Sieg der amerikanischen Marine unter Commodore George Dewey in der Bucht von Manila am 1. Mai 1898 errichtet. Am 23. Mai 1901 legte Präsident William McKinley den Grundstein für dieses Denkmal.)